# I Talk to the Wind
Pistes de In the Court of the Crimson King
21st Century Schizoid Man Epitaph
I Talk to the Wind est une chanson de l'album In the Court of the Crimson King, de King Crimson, paru en 1969.
Débutant immédiatement après la cacophonie qui clôt le morceau précédent, I Talk to the Wind marque un contraste fort; c'est une chanson douce, paisible, s'apparentant au folk rock et dominée par l'emploi de la flûte par Ian McDonald. Les paroles correspondent vraisemblablement, en tenant compte de l'époque, au discours d'un jeune hippie envers la straight society: « you don't possess me », « can't instruct me » (« Je ne vous appartiens pas », « vous ne pouvez pas m'éduquer »).
Avant King Crimson, la chanson avait déjà été enregistrée deux fois par Giles, Giles & Fripp, dont une avec Judy Dyble, ex-chanteuse de Fairport Convention. Ces deux versions ont vu le jour en 2001 avec la parution de l'album de démos The Brondesbury Tapes, Il avait à l'origine été conçu comme un morceau aux assonances jazz, à deux guitares, utilisant beaucoup d'harmoniques.
Une version de la chanson apparaît sur l'album Mind Fruit d'Opus III, paru en 1992. La chanteuse Judy Dyble la reprend à nouveau sur son album solo The Whorl en 2006. Une autre version est publiée en 2007 par Jordan Rudess sur son album The Road Home. Enfin, I Talk to the Wind était la deuxième chanson jouée pendant les concerts de la tournée 2010 de Keith Emerson et Greg Lake, qui a donné lieu à l'album Live from Manticore Hall publié en 2014.

## Musiciens
- Version de Giles, Giles & Fripp : The Brondesbury Tapes (1968) 
- Robert Fripp : guitare acoustique
- Peter Giles : basse
- Ian McDonald : flûte traversière, clarinette, guitare acoustique, chant, chœurs
- Judy Dyble : chant
- Peter Sinfield : textes
- Michael Giles : batterie

- Version de King Crimson : In the court of the Crimson King (1969)
- - Selon le livret inclus avec l'album CD :
- Robert Fripp : guitare électrique
- Greg Lake : chant, chœurs, basse
- Ian McDonald : flûte traversière, clarinette, orgue, chœurs
- Peter Sinfield : textes
- Michael Giles : batterie